# Střelba v Neve Ja'akov
Střelba v Neve Ja'akov se odehrála 27. ledna 2023. Palestinský střelec zabil nejméně sedm lidí ve čtvrti Neve Ja'akov ve východním Jeruzalémě. Podezřelý údajně střílel také na věřící vycházející ze synagogy a podle policie byl zastřelen poté, co zahájil palbu na přítomné policisty. Jedná se o nejsmrtelnější palestinský útok od útoku na ješivu Merkaz ha-rav v roce 2008.
Palestinské militantní skupiny se k podezřelému nepřihlásily, ale útok označily za přirozenou odvetu za útok v Dženínu, při němž den předtím zahynulo 10 Palestinců, zatímco Palestinská autonomie obvinila izraelskou vládu z „nebezpečné eskalace“.
Mnoho států a mezinárodních organizací vydalo prohlášení, v němž útok odsoudilo, zatímco jiné vyzvaly ke zdrženlivosti. Palestinské a izraelské zdroje uvedly, že po útoku bylo zatčeno 42 až 50 osob, většinou členů rodiny pachatele. Izraelské úřady navíc plánují demolici pachatelova domu. Dům byl 28. ledna evakuován a zapečetěn v rámci příprav na demolici.

## Útok

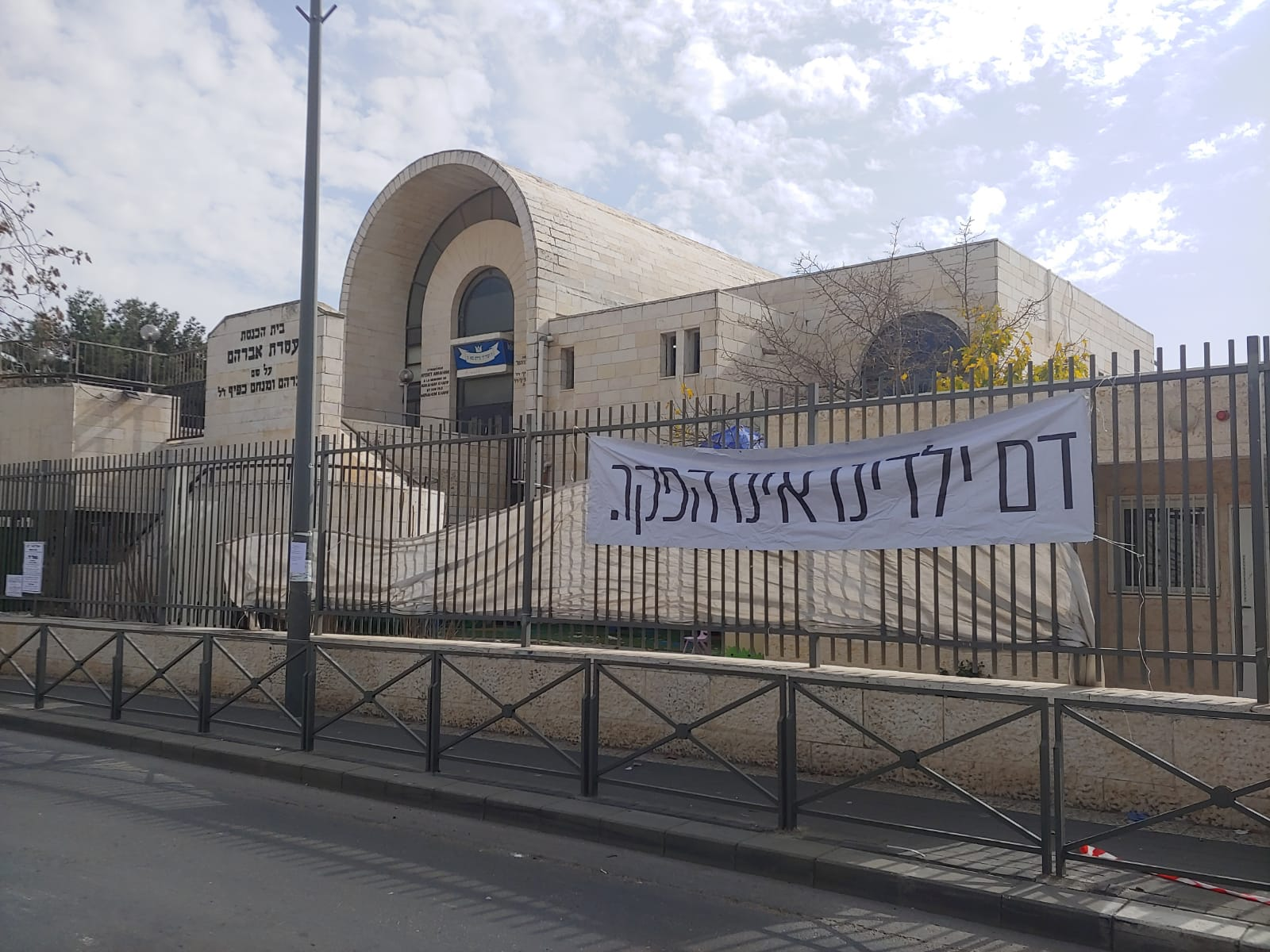
Fotografie synagogy dva dny po útoku

Podle policie přijel střelec kolem 20:13 k synagoze v jeruzalémské čtvrti Neve Ja'akov autem a počkal, až skončí modlitby. Podle deníku Ha'arec útočník nejprve zabil 4 kolemjdoucí a motocyklistu. Poté začali ze synagogy vycházet lidé, kteří slyšeli střelbu, a útočník na ně vystřelil a poté cestou zpět k autu zabil na křižovatce další dva lidi.
Střelec poté z místa činu utekl směrem k palestinské čtvrti Bejt Chanina, kde se s ním střetli policisté a zastřelili ho poté, co na ně při pokusu o útěk zahájil palbu.
Při útoku bylo zabito sedm lidí, pět mužů a dvě ženy. Oběti byly ve věku od 14 do 68 let. Nejméně tři další osoby byly zraněny. Ukrajinský prezident Volodymyr Zelenskyj potvrdil, že jedna ze zabitých žen byla ukrajinskou občankou.
Podle některých místních obyvatel trvalo 20 minut, než na místo útoku dorazila policie. Někteří jednotlivci vyjádřili své zklamání z doby příjezdu. Policie však toto tvrzení popřela a ujistila, že policisté dorazili na místo a zabili střelce do pěti minut od přijetí prvních hlášení o střelbě. Ke střelbě došlo v Mezinárodní den památky obětí holokaustu.

## Pachatel
Útočník byl identifikován jako Chajrí Alqam, 21letý obyvatel východního Jeruzaléma. Dva dny před útokem byl zabit jeho osmnáctiletý příbuzný poté, co údajně ohrožoval zbraní, která však byla maketou.
Alqamův dědeček, po němž dostal jméno, byl pobodán v roce 1998 v Jeruzalémě. Z útoku je podezřelý Chajim Ferelman, izraelský osadník a člen hnutí Kach.
Músá Alqam, otec útočníka, uvedl, že neví o tom, že by jeho syn takový útok plánoval nebo že by byl motivován pomstou. Arabským médiím řekl, že je na svého syna hrdý, a dodal: „Dnes má svatbu. Dnes jsem ho oddal. Bůh mi pomůže a zítra ho učiní lepším“.

## Reakce Izraelců

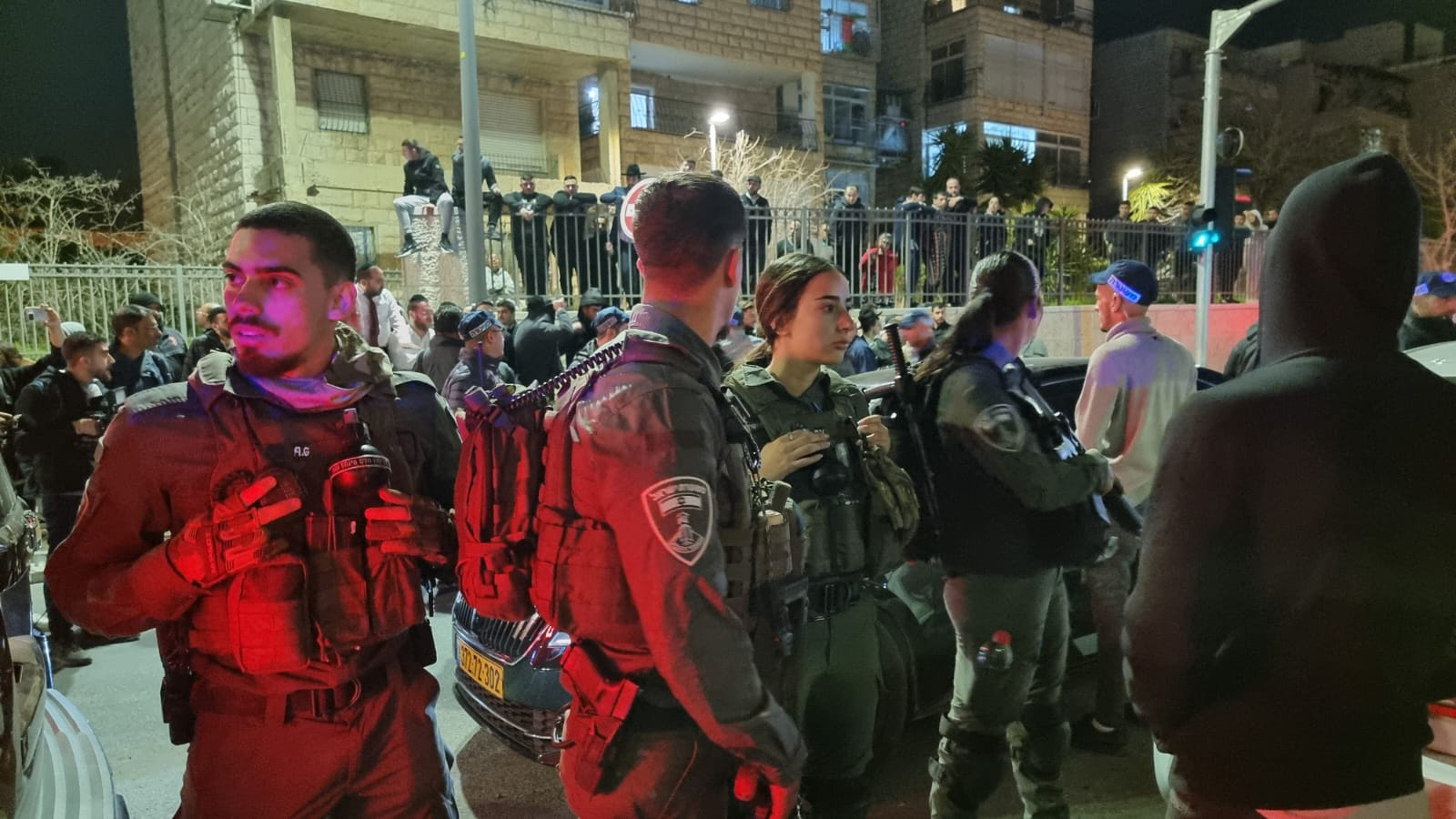
Izraelská policie na místě činu

Palestinské a izraelské zdroje uvedly, že po útoku bylo zatčeno 42 až 50 osob, většinou rodinných příslušníků pachatele. Izraelské úřady navíc plánují demolici pachatelova domu. Dům byl 28. ledna evakuován a zapečetěn v rámci příprav na demolici.
Po útoku oznámil izraelský premiér Benjamina Netanjahu, že vláda usiluje o to, aby rodinám pachatele tohoto útoku a dalším osobám byla odebrána práva na pobyt a občanství a také aby byly případně násilně deportovány ze země na okupovaný Západní břeh Jordánu. Netanjahu rovněž uvedl, že rodinám útočníků budou zrušeny sociální dávky.
Skupiny na ochranu lidských práv upozornily, že taková opatření jsou kolektivním trestem. Palestinské ministerstvo zahraničí označilo tato opatření za „závažné porušení mezinárodního práva, Ženevských úmluv, kolektivní trest a rozšíření izraelské politiky zaměřené na postižení palestinské přítomnosti v Jeruzalémě“.
Sám Netanjahu přislíbil „silnou, rychlou a přesnou“ reakci a oznámil také plány na usnadnění získávání střelných zbraní pro Izraelce.

## Reakce Palestinců

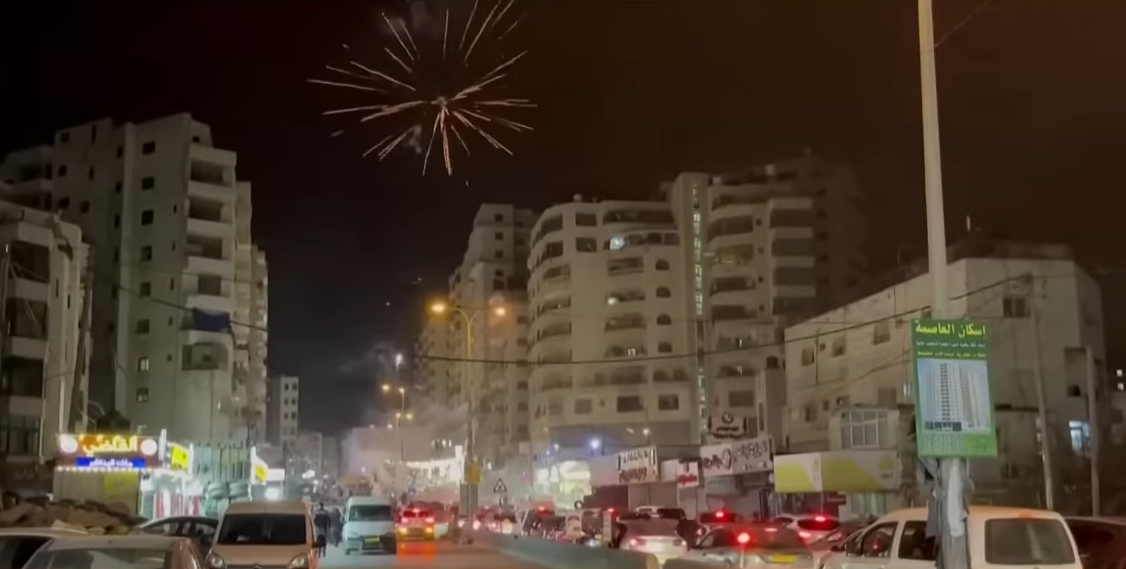
Někteří Palestinci na oslavu útoku zapalovali v Pásmu Gazy a na Západním břehu Jordánu ohňostroje

Mahmúd Abbás, prezident Palestinské autonomie, zveřejnil prohlášení, v němž uvedl, že „za tuto nebezpečnou eskalaci je plně odpovědná izraelská vláda“.
Palestinské militantní skupiny označily útok za odvetu za útok v Dženínu. Mluvčí Hamásu Házim Qásim označil útok za „džihádistickou a odbojovou akci ve městě Jeruzalém“ a prohlásil, že boj proti okupaci „pokračuje a pokračuje“. Mluvčí Palestinského islámského džihádu útok ocenil a označil ho za „sebevražednou operaci“.
Desítky Palestinců se shromáždily po celém Pásmu Gazy, aby útok oslavily. Podobné oslavy, včetně ohňostrojů, střelby a troubení aut, byly zaznamenány ve městech Rámaláh, Náblus, Dženín a Hebron, a také v jeruzalémské čtvrti Bejt Chanina.

## Mezinárodní reakce
Po útoku vydala řada zemí a mezinárodních organizací odsuzující prohlášení. Podle dvou diplomatů OSN jej na uzavřeném zasedání jednomyslně odsoudilo také 15 členů Rady bezpečnosti OSN.

### Podle země
- Francie: Francouzská vláda vydala prohlášení, že „Francie co nejdůrazněji odsuzuje otřesný teroristický útok, jehož terčem se stala synagoga v Jeruzalémě, při němž zahynulo nejméně sedm lidí a mnoho dalších bylo zraněno [...] Tento útok proti civilistům v době modliteb a v den, kdy si lidé připomínají oběti holokaustu, je obzvláště zavrženíhodný. Francie stojí po boku obětí tohoto útoku i jejich rodin. V kontextu rostoucího napětí vyzýváme všechny strany, aby se vyvarovaly akcí, které by mohly podnítit spirálu násilí.“[37]
- Německo: Německý kancléř Olaf Scholz prohlásil, že „v srdci Izraele došlo k úmrtí a zranění lidí“, a dodal, že je „strašnými“ útoky „hluboce šokován“. „Německo stojí po boku Izraele“.[14]
- Indie: Mluvčí indického ministerstva zahraničních věci prohlásil: „Důrazně odsuzujeme včerejší teroristický útok v Jeruzalémě. Vyjadřujeme upřímnou soustrast rodinám těch, kteří přišli o život, a přejeme zraněným brzké uzdravení“.[38]
- Jordánsko: Jordánské ministerstvo zahraničí odsoudilo smrtící útok a vyzvalo strany, aby „zastavily všechny jednostranné kroky a provokace, které podporují eskalaci“.[39]
- Saúdská Arábie: Ministerstvo zahraničních věcí Saúdské Arábie nezvykle varovalo, že „situace mezi Palestinci a Izraelci se bude dále vážně vyhrocovat“, a dodalo, že „království odsuzuje všechny útoky na civilisty“.[39][40]
- Turecko: Turecké ministerstvo zahraničních věcí vydalo prohlášení, ve kterém uvádí: „Důrazně odsuzujeme teroristický útok v synagoze v Jeruzalémě, při kterém přišlo o život mnoho lidí. Vyjadřujeme soustrast rodinám obětí, izraelské vládě a lidu. Zraněným přejeme brzké uzdravení“.[37]
- Spojené arabské emiráty: Ministerstvo zahraničních věcí Spojených arabských emirátů vydalo prohlášení, v němž vyjádřilo „důrazné odsouzení trestného činu a trvalé odmítnutí všech forem násilí a terorismu, jejichž cílem je podkopat bezpečnost a stabilitu v rozporu s lidskými hodnotami a zásadami.“[37]
- Spojené království: James Cleverly, ministr zahraničí Spojeného království, řekl: „Útok na věřící v synagoze v den památky obětí holokaustu a během šabatu je strašný. Stojíme na straně našich izraelských přátel.“[41] Velvyslanec Spojeného království v Izraeli Neil Wigan napsal: „Jsem zděšen zprávami o strašlivém útoku v Neve Ja'akov dnes večer. Útok na věřící v synagoze v den svátku Erev šabat je obzvláště hrůzným teroristickým činem. Spojené království stojí na straně Izraele“.[8]
- Spojené státy americké: Antony Blinken, ministr zahraničních věcí Spojených států amerických, řekl: „Po teroristickém útoku v Jeruzalémě jsme s izraelským lidem. Je to obzvláště tragické v Mezinárodní den památky obětí holokaustu. Odsuzujeme tento útok a vyjadřujeme soustrast rodinám obětí. Nechť je jejich památka požehnáním“.[37]
- Útok odsoudili a soustrast vyjádřili také ministři zahraničí Polska, Švédska, Srbska, Bosny a Hercegoviny, Severní Makedonie, Slovinska, České republiky, Itálie a Japonska.[41]

### Ostatní entity
- Evropská unie: Josep Borrell, vysoký představitel Unie pro zahraniční věci a bezpečnostní politiku, prohlásil, že „Evropská unie plně uznává legitimní obavy Izraele o bezpečnost, o čemž svědčí poslední teroristické útoky, ale je třeba zdůraznit, že smrtící síla musí být použita pouze jako poslední možnost, pokud je to zcela nevyhnutelné v zájmu ochrany života“.[14]
- Generální tajemník OSN António Guterres prohlásil, že „je obzvláště odporné, že k útoku došlo na místě bohoslužeb a právě v den, kdy si připomínáme Mezinárodní den památky obětí holocaustu. Teroristické činy nelze nikdy omluvit. Všichni je musíme jasně odsoudit a odmítnout“.[37]